# فیلیپ نیکولیچ
فیلیپ نیکولیچ (انگلیسی: Filip Nikolic; ۱ سپتامبر ۱۹۷۴ – ۱۶ سپتامبر ۲۰۰۹) بازیگر و خواننده صرب‌تبار اهل فرانسه بود.
از فیلم‌ها یا برنامه‌های تلویزیونی که وی در آن نقش داشته‌است می‌توان به سایمون سز و ناوارو اشاره کرد.